# Kondarahalli, Malur
Kondarahalli là một làng thuộc tehsil Malur, huyện Kolar, bang Karnataka, Ấn Độ.